# Alison Hayward
Alison Hayward (* 23. Mai 1958) ist eine ehemalige kanadische Speerwerferin.
Bei den Commonwealth Games 1978 in Edmonton gewann sie Silber.
1976 und 1978 wurde sie Kanadische Meisterin. Ihre persönliche Bestleistung von 54,92 m stellte sie am 11. August 1977 in Guadalajara auf.